# صلیب شجاعت (لهستان)
صلیب شجاعت (لهستانی: Krzyż Walecznych) یک نشان نظامی در کشور لهستان است که توسط «شورای دفاع ملی» در ۱۱ اوت ۱۹۲۰ میلادی ایجاد و مقرر شد.
این نشان به افرادی اعطا می‌شد که در میدان نبرد، اقدامات دلاورانه و شجاعانه از خود نشان می‌دادند و برای هر فرد تا ۴ مرتبه قابل اهدا بود. این مدال تنها در زمان جنگ یا اندکی پس از آن اعطا می‌شود.